# Municipio de Doctor Arroyo
El municipio de Doctor Arroyo es un municipio ubicado en el  estado mexicano de Nuevo León. Cuenta con una extensión territorial de 5,106.2 km². Le fue otorgado este nombre en honor al Dr. José Francisco Arroyo Villagómez quien formara parte de la Comisión que aprobó la fundación del Valle de la Purísima Concepción. Su cabecera es la localidad de Doctor Arroyo.
La localidad fue fundada el 22 de septiembre de 1826. Su población actual es de 37,645 habitantes. Recibió la categoría de ciudad el 31 de diciembre de 1877. La festividad fundacional es el 22 de septiembre. Su fiesta patronal es el 8 de diciembre dedicada a la Inmaculada Concepción. 
En 1915 por 45 días gozó de la calidad de ser la sede de los Poderes de la Nación, siendo Presidente Constitucional de México el general Eulalio Gutiérrez Ortíz.

## Geografía

### Ubicación
Se encuentra en la Sierra Madre Oriental, limita al norte con los municipios de Aramberri y Galeana; al sur con Mier y Noriega y el estado de San Luis Potosí; al este con los municipios de Aramberri y Zaragoza y el estado de Tamaulipas y al poniente con San Luis Potosí. Tiene una extensión de 5 420.950 kilómetros cuadrados.

### Orografía
La Sierra Madre Oriental recorre la parte del municipio, junto con otras como la Azul, Ipoa, el resto del territorio es generalmente plano con algunos valles y lomeríos. Al oriente se encuentre la Sierra Peña Nevada y al sur la Sierra El Tizú. En la zona se encuentran arroyos de corrientes intermitentes.

### Clima
El clima de Doctor Arroyo es cálido - seco, los meses más calurosos son mayo, junio, julio y agosto; el régimen de lluvias se presentan en los meses de abril, mayo, septiembre y octubre. La dirección de los vientos, en general, es de sureste a noroeste.

### Flora
Albarada, mezquite, lechuguilla, nopal, chaparro amargoso, candelilla, hojasén.

### Fauna
Víbora de cascabel, coyote, venado, armadillo, zorra, roedores y diversas aves.

## Historia
Los antecedentes históricos a la época anterior a la fundación de Doctor Arroyo están ligados con la “Hacienda de Albarcones” la cual era muy extensa y productiva. Después de lograda la Independencia de México se dieron muchos cambios en varios sectores del país. Por el año de 1825 Cosme Aramberri y sus socios solicitan al Congreso del Estado de Nuevo León, la fundación de un pueblo. Tras un largo proceso el gobernador de Nuevo León; José María Parás y Ballesteros y el Congreso aprueban la fundación en el Tanquito, allí mismo se le entregan a Cosme los documentos de una parte de los terrenos de la  Hacienda de Albarcones ubicada actualmente al poniente de la ciudad de Doctor Arroyo, ese día era el 22 de septiembre de 1826. El encargado de hacer este trámite fue Juan Nepomuceno González. De esta manera nació el “Valle De La Purísima Concepción”. Río Blanco (hoy Aramberri) era en ese entonces Distrito Político al que debían acudir prácticamente todos los pobladores del sur del estado para realizar sus trámites por lo que se solicitó al gobierno del estado que el Valle De La Purísima Concepción se le designara distrito cosa que se efectuó el 29 de abril de 1828. Para el 31 de marzo del 1851 pasó a convertirse en Villa y finalmente, el 28 de diciembre de 1877, fue reconocida como Ciudad Doctor Arroyo. Algunos datos tomados del libro "Datos de la Fundación de Doctor Arroyo" Profesor Víctor Zapata.

## Lugares de interés
Arquitectónicos e históricos.- El Templo de la Purísima Concepción tiene más de 100 años de construido al igual que la casa particular llamada Las Amazonas, también en el centro de la ciudad se localiza la casa de la familia Reyna que fue ocupada por el general Eulalio Gutiérrez y su gabinete presidencial durante la Revolución Mexicana. En la plaza de Juárez se encuentra un busto del Lic. Benito Juárez, en la placita Miguel Hidalgo se halla otro del Padre de la Patria y un Monumento a Los Fundadores del Valle de la Purísima Concepción hoy Doctor Arroyo. Existen además algunos cascos de haciendas en el municipio.

## Distancias a otras ciudades
- Matehuala (San Luis Potosí) - 47 km
- Galeana (Nuevo León) - 152 km
- Linares (Nuevo León) - 206 km
- San Luis Potosí (San Luis Potosí) - 249 km

## Lista de localidades
- Ejido Acuña
- Aguanueva
- Albercones
- Amaro
- Álvaro Obregón (Cruz de Costilla)
- Capaderito
- Carmen de Castaño
- Carmen de la Laja
- Cerrito de Vacas
- Charco de la Granja
- Ejido de Coloradas y La Aguita
- Cornelio Reyes Cortez
- Cruz de Elorza
- Cumbres
- Doctor Arroyo
- El Azul (Los Juanes)
- El Álamo
- El Canelo
- El Canelo (Los Jacales)
- El Canelo (Rancho Luna)
- El Capadero (Capadero Grande)
- El Cardón
- El Cerrito del Aire
- El Chapulín
- El Charco
- El Charquillo
- El Cincuenta (La Joya)
- El Consuelo
- El Coyonoxtle
- El Cuarto
- El Cuerero
- El Custodio
- El Desierto
- El Dieciséis
- El Durazno
- El Fraile (El Coyote)
- El Jabalí
- El Jarro
- El Jilguero
- El Leoncito
- El Llano
- El Milagro
- El Mirador
- El Ojo de Agua
- El Pacífico
- El Pequeño
- El Pineño
- El Pocito
- El Pollero
- El Porvenir
- El Potrerito
- El Puertecito
- El Refugio de Apanico
- El Refugio de Cedillo
- El Refugio de las Viejas
- El Refugio el Reparo
- El Represadero
- El Rescoldal
- El Rucio
- El Salto
- El Tajo
- El Tasajillal
- El Tecolote
- El Tepetate
- El Toro
- El Tropezón
- Emigdio Molina
- Emiliano Zapata
- Entronque los Medina (La Loma)
- Estanque Nuevo Guadalupe
- Guadalupe de Silva Hoya
- La Venada
- Jesús María de Berrones
- Jesús María y El Salto
- La Baticolla
- La Bolsa
- La Bolsa y Flores
- La Boquilla
- La Chiripa
- La Concepción
- La Contra de los Chávez
- La Curva
- La Escondida
- La Escondida de Arzola
- La Escondida del Palmito
- La Esmeralda
- La Esperanza
- La Esquina
- La Guerrilla
- La Huerta (Liebrillas)
- La Joya del Orégano
- La Laguna
- La Lagunita
- La Lajita
- La Lobera de Loera
- La Lobera de Portillo
- La Luz
- La Luz de Sauceda
- La Luz de Tebaida
- La Majada de los Velázquez (La Milpa Vieja)
- La Mesa de Berrones
- La Parrita
- La Petaca
- La Presa de Quintero
- La Presita de Macías
- La Presita de Rueda
- La Puerta de Leija (La Lagunita)
- La Punta de la Loma
- La Reforma
- La Rosita
- La Soledad de Ríos
- La Tapona
- La Tapona de Camarillo
- La Tapona de Morales
- La Taponcita
- La Tiradera
- La Tiradera (San Francisco de la Mesa)
- La Trinidad de Molina
- La Trinidad de Zúñiga
- La Unión y El Cardonal
- La Vallejeña
- La Yerba
- La Zorra
- Lagunita de Castillo Lagunita y Ranchos Nuevos
- Las Catorce
- Las Huertas de Quiroga
- Las Jarillas
- Las Majadas (Majadas de los Hernández)
- Las Víboras
- Las Vírgenes
- Lobera de Santoy
- Los Altitos
- Los Arreozola
- Los Cuartos
- Los Díaz
- Los Delgado (El Jabalí de Arriba)
- Los Lara (Rancho Nuevo)
- Los Laureles
- Los Limones
- Los Medina
- Los Saldaña (Santa Rita de los Saldaña)
- Los Segovia
- Los Terrenos
- Los Terreros
- Los Tres Partidos
- Madrugadores
- Majada de Rodríguez
- Majada Dolores
- Majada el Mirador
- Mesa de González
- Mesa del Traidor
- Napoleón Espinoza Pérez
- Nueva Rosita
- Palma Gorda
- Palmillas (Aguilillas)
- Panales de Arriba
- Panalillos
- Parada Cruz de Elorza (km 30 Cruz de Elorza)
- Parada del Mirador
- Parada la Baticolla (La Escondida)
- Parada la Escondida
- Parada Santa Rita
- Pompeya
- Presa de Guadalupe
- Presa de Maltos
- Presa de San Carlos
- Presa San Antonio
- Puerta de Aguilar
- Puerta de Aguilar
- Puerta Vieja
- Puerto de Dolores
- Puerto del Aire
- Pulgas
- Rancho Largo
- Rinconada de Martínez (San José de Rinconada)
- San Agustín de Valdez
- San Andrés
- San Antonio de Buenavista (Los Cochinitos)
- San Antonio de Peña Nevada
- San Blas
- San Cayetano de Vacas
- San Diego
- San Diego (San Diego de Vacas)
- San Esteban
- San Felipe
- San Felipe de Martínez
- San Francisco
- San Francisco de Borja
- San Francisco de los Desmontes
- San Francisco de Zúñiga
- San Francisco del Retiro
- San Francisco del Yugo
- San Gregorio
- San Ignacio de Torres
- San Isidrillo
- San Isidro
- San Isidro de Fernández
- San Isidro de Martínez (Las Cuatas)
- San Joaquín
- San José
- San José de Flores
- San José de la Luz
- San José de los Degollados
- San José del Palmar (El Pachón)
- San José del Puerto
- San José del Sitio
- San José y La Pinta
- San Juan
- San Juan de la Cruz
- San Juan de la Reforma
- San Juan del Palmar
- San Juanito
- San Julián San Mateo
- San Miguel de los Aguirre
- San Miguelito
- San Pablo de Rueda
- San Pedro de González (San Pedro de Rueda)
- San Pedro de las Huertas
- San Pedro de Nolasco
- San Rafael del Castillo
- San Rafael y La Cecilia
- San Ramón de los Martínez
- San Vicente de González
- San Vicente de la Puerta
- San Vicente de Rueda
- Santa Ana
- Santa Anita
- Santa Fe del Hueso (El Hueso)
- Santa Gertrudis
- Santa Inés del Bosque
- Santa Isabel
- Santa Lucía
- Santa María
- Santa Margarita
- Santa Rita
- Santa Rosa
- Santa Teresa (Don Jesús)
- Santa Teresa de San Juan (Rancho de Juana)
- Santa Teresa y San Jerónimo
- Sofío Martínez Pérez
- Tanque Colorado (Buenos Aires)
- Tanque San Pedro
- Tanquecillos
- Taponcita de Camarillo
- Valle Hermoso
- Vallecillos
- Villa Seca